# Tadeusz Czudowski (dyrygent)
Tadeusz Czudowski (ur. 14 października 1900 w Bolesławcu nad Prosną, zm. 1944 w Warszawie) – polski dyrygent chórów, pedagog muzyczny.

## Życiorys
Kształcił się w Konserwatorium Muzycznym w Warszawie. W 1935 r. otrzymał dyplom dyrygencki jako uczeń Waleriana Bierdiajewa. Początkowo był dyrygentem I Koła, a następnie (od 1929 r.) dyrygentem naczelnym Miejskich Kół Śpiewaczych w Warszawie. Okresowo prowadził również inne chóry, m.in. chór męski „Pobudka”. Sporadycznie występował jako dyrygent zespołów instrumentalnych, np. orkiestry kameralnej Stowarzyszenia Miłośników Dawnej Muzyki. W latach 1927–1929 był pedagogiem w Państwowym Konserwatorium Muzycznym. Zginął w powstaniu warszawskim.